# ランス＝シャンパーニュ空軍基地
ランス＝シャンパーニュ第112空軍基地（フランス語：Base aérienne 112 Reims-Champagne）は、フランス共和国シャンパーニュ＝アルデンヌ地域圏マルヌ県ランスに所在するフランス空軍の飛行場。2011年6月30日に閉鎖される。

## 歴史
ランス基地の起源は1909年8月22日から29日までシャンパーニュで100人規模の国際的航空集会が開催された週に求められる。1925年にフランス航空省によって空軍基地建設が承認され、1928年10月1日に開設され第12爆撃機連隊が配置される。建設作業は第一次世界大戦の不発弾の除去や塹壕跡、傾斜した土地の平均化ため難航した。ランス基地はフランス空軍の「展示場」としても機能することが求められたため格納庫や支援地区および芝生の滑走路で構成され、駐機用のエプロンも有していた。
1930年に基地は大幅に拡大・近代化され、1933年には第4戦闘航空団が編成され、1936年から1937年までは第5戦闘航空団が置かれていた。更に、1937年には当時のフランス空軍唯一の空挺部隊である第601空軍歩兵群が編成されている。1939年に夜間戦闘機部隊である第13戦闘航空団第2グループが編成される。「展示場」として爆撃に特化した部隊、実験、昼間戦闘や夜間偵察、落下傘降下など多岐に渡った任務を実行した。開設から10年間にドイツ空軍のエアハルト・ミルヒ将軍やポーランド軍のエドヴァルト・リッツ＝シミグウィ将軍などが訪問している。第二次世界大戦前の1939年にはランス基地はフランス空軍最大の航空基地と化し爆撃機をはじめ約300機の航空機が配備されていた。
1939年8月から基地機能を地方に分散させ、9月初めにはイギリス海外派遣軍の爆撃飛行隊が展開する。まやかし戦争では地上戦こそほとんど発生しなかったものの航空戦は激烈であり、のちにはフランス空軍のエースとなるパイロットも参加していた。1940年6月の対独戦中にナチス・ドイツ軍に接収され、1941年にナチス・ドイツ空軍は基地に指定し1944年8月末まで使用した。ドイツ占領中、連合国軍は1943年頃から爆撃により基地施設を破壊しドイツ軍撤退後の1944年9月からアメリカ陸軍航空軍が使用を開始、1945年2月にはドワイト・D・アイゼンハワー陸軍大将の総司令部をランスに置き、同年5月7日0241時にアルフレート・ヨードル上級大将が無条件降伏文章に調印している。
戦後は数千人の捕虜や追放者を本国に送還するために空輸が実施されている。翌月にはアメリカ軍の余剰品がフランスに売却され、その物資保管所として機能する。基地機能復活の決定については10年後となる。その頃にはジェット機が主力となっており、1951年から1961年にかけて第3航空団が配置されデ・ハビランド バンパイア戦闘機やリパブリック F-84戦闘機およびノースアメリカン F-100戦闘機が配備されていた。航空団内からは1953年にパトルイユ・ド・フランスの母体となる部隊やスエズ動乱でキプロスに展開する部隊が編成されている。
1961年に全飛行隊が第30航空団と交代した。冷戦只中にあった1966年6月には第30航空団第2戦闘飛行隊「ノルマンディー＝ニーメン」が配置され、第30航空団第3戦闘飛行隊「ロレーヌ」がそれに続いた。全交代が済み、1970年代にはソビエト連邦と対面する最前線の空軍基地として機能した。1973年12月20日に最初のダッソー ミラージュF1戦闘機が離陸している。また、1961年から1978年までの間にはノール ノラトラ輸送機を装備した第62輸送飛行隊が展開していた。
1993年に第30航空団第2戦闘飛行隊はコルマールへ向けて出発し、1994年に解隊される。1994年春までに第124ストラスブール空軍基地が閉鎖に続き、ミラージュF1CR偵察機を装備する第01.033偵察飛行隊「ベルフォール」と第02.033偵察飛行隊「サヴォワ」が展開する。同時期に第30戦闘航空団第3飛行隊「ロレーヌ」は第03.033飛行隊「ロレーヌ」に改編されている。この当時のランス基地は約60機の航空機を配備するフランス空軍主要基地の一つであった。2005年にはロレーヌ部隊は非現役化された。
2008年7月、フランソワ・フィヨン首相によって基地の閉鎖が発表され2011年から2012年にかけて実施するとされた。